# Riserva naturale della confluenza dell'Orco e del Malone
La Riserva naturale della confluenza dell'Orco e del Malone è un'area naturale protetta del Piemonte e si trova nella Città metropolitana di Torino. È classificata come sito di interesse comunitario (SIC) e fa parte di Natura 2000.

## Storia
Questa area naturale è tutelata dalla legge istitutiva del parco del Po Torinese. Altre norme inerenti alla riserva sono la  legge regionale n. 47 del 3 aprile 1995 nominata "Norme per la tutela dei biotopi", la Decisione 85/338/CEE del 27 giugno 1985 e la Direttiva 92/43/CEE del 21 maggio 1992, in cui è stata giudicata "entità ecologica di rilevante interesse per la conservazione della natura" e pertanto sottoposta a vincolo ambientale-paesaggistico ai sensi della legge 8 agosto 1985, n. 431. È stata riconosciuta sito di interesse comunitario (SIC IT1110018) grazie alla normativa europea.
La Confluenza dell'Orco e del Malone nel Po è anche zona speciale di conservazione e zona di protezione speciale.

## Territorio
La riserva naturale della confluenza dell'Orco e del Malone è situata tra i comuni di Brandizzo e Chivasso dove confluiscono i due torrenti nel fiume Po. Le acque di questi torrenti sono qualitativamente apprezzabili perché sono poco inquinate, in quanto arrivano direttamente dalle Alpi del Canavese.
 Il suo territorio è di circa 312 ettari ed è costituito da isolotti di ghiaia e sabbia, spiagge, boscaglia di arbusti e zone forestali. Grazie a questa diversificazione di habitat, la zona mantiene un alto grado di naturalità nonostante la presenza nel suo territorio di strade, autostrade e linee ferroviarie. Sono presenti anche coltivi e pioppeti. 
A Chivasso lungo  il ponte stradale sul torrente Orco esiste una delle spiagge fluviali più frequentate del Piemonte. 
Il ponte di Chivasso sul Po può essere considerato uno dei confini dell'area naturale, dato che nei suoi pressi si trova il nuovo Parco urbano del Bricel, creato per riqualificare una zona degradata.

## Flora
La riserva naturale consta di habitat forestali formati da una fascia ripariale di bosco a salice bianco (Salix alba). Sono presenti anche querco-carpineti in cui si osserva la presenza di robinia, farnia (Quercus robur), salicone (Salix caprea) ed ontano nero (Alnus glutinosa).

## Fauna
Nell'area naturale, dato che è una zona a protezione speciale, sono catalogate circa 40 specie di uccelli tra cui 8 segnalate nell'allegato I della direttiva uccelli. Tra i nidificatori si riscontra la presenza del corriere piccolo (Charadrius dubius), del topino o rondine riparia (Riparia riparia) e del martin pescatore comune (Alcedo atthis). Sono di passaggio la garzetta (Egretta garzetta), il nibbio bruno (Milvus migrans), il combattente (Calidris pugnax) e la sterna comune (Sterna hirundo).  L'airone bianco maggiore (Ardea alba) e il cormorano comune (Phalacrocorax carbo) hanno trovato in questa riserva l'habitat ideale per la loro sopravvivenza.
Le zone acquatiche ospitano una fauna ittica variegata, si contano circa 30 specie di cui 7 di interesse comunitario. È numerosa la presenza del barbo (Barbus plebejus) e del vairone (Telestes souffia). Altri pesci che si possono osservare sono il cavedano (Squalius cephalus), il gobione (Gobio gobio) e il lasca (Protochondrostoma genei), una specie endemica della pianura padana che sta diminuendo in modo esponenziale. 
Tra i rettili si riscontra la presenza della natrice tassellata (Natrix tessellata) e del saettone (Zamenis longissimus), mentre tra gli anfibi si trovano la raganella padana (Hyla perrini) e la rana di Lessona (Pelophylax lessonae).
È stata osservata la presenza del cervo volante (Lucanus cervus), che è considerato il coleottero più grande in Europa.